# 174-я — 175-я улицы (линия Конкорс, Ай-эн-ди)
|   |     |     |     |   |
| · | · л | · э | · л | · |

|   |     |     |     |   |
| · | · л | · э | · л | · |

«174-я — 175-я улицы» (англ. 174th–175th Streets) — станция Нью-Йоркского метрополитена, расположенная на линии Конкорс, Ай-эн-ди. Станция находится в Бронксе, в округе Тремонт, на Гранд-Конкорсе между Восточной 174-й и Восточной 175-й улицами. На станции останавливаются маршруты B (в часы пик) и D (круглосуточно, кроме часов пик в пиковом направлении). Станцию проходит без остановки маршрут D (в часы пик в пиковом направлении).
Эта станция была открыта 1 июля 1933 год в составе первой очереди IND Concourse Line. Она представлена двумя боковыми платформами, расположенными на трёхпутном участке пути. Платформами оборудованы только внешние локальные пути. Колонны на станции покрашены в жёлтый цвет. Название станции представлено как в виде стандартных чёрных табличек на колоннах, так и мозаикой на стенах. Интересен тот факт, что ни на одной из колонн название станции не фигурирует полностью — в северной части написано 175th Street, а в южной — 174th Street.
Станция имеет два выхода с концов платформ — оба работают круглосуточно и представлены лестницами и мезонином с турникетным залом. Станция находится в тоннеле, по верху которого проложена улица Гранд-Конкорс, а поперечные улицы проходят под ним, как под мостом. Северный выход приводит на Гранд-Конкорс над Восточной 175-й улицей, а южный — на Гранд-Конкорс над Восточной 174-й улицей, а также на саму Восточную 174-ю улицу под станцией.
В квартале от южного выхода станции располагается «Центральная больница Бронкса». Станция располагается в трёх кварталах к востоку от другой станции метро — Mount Eden Avenue линии IRT Jerome Avenue Line.